# Sybra herbacea
Sybra herbacea là một loài bọ cánh cứng trong họ Cerambycidae.